# Municipio de West Dolan
El municipio de West Dolan (en inglés: West Dolan Township) es un municipio ubicado en el condado de Cass en el estado estadounidense de Misuri. En el año 2010 tenía una población de 861 habitantes y una densidad poblacional de 12,11 personas por km².

## Geografía
El municipio de West Dolan se encuentra ubicado en las coordenadas 38°37′18″N 94°34′3″O / 38.62167, -94.56750. Según la Oficina del Censo de los Estados Unidos, el municipio tiene una superficie total de 71.1 km², de la cual 70,86 km² corresponden a tierra firme y (0,33 %) 0,24 km² es agua.

## Demografía
Según el censo de 2010, había 861 personas residiendo en el municipio de West Dolan. La densidad de población era de 12,11 hab./km². De los 861 habitantes, el municipio de West Dolan estaba compuesto por el 97,68 % blancos, el 0,58 % eran amerindios, el 0,12 % eran asiáticos, el 0,23 % eran de otras razas y el 1,39 % eran de una mezcla de razas. Del total de la población el 1,16 % eran hispanos o latinos de cualquier raza.